# Gobiodon prolixus
Gobiodon prolixus là một loài cá biển thuộc chi Gobiodon trong họ Cá bống trắng. Loài này được mô tả lần đầu tiên vào năm 2005.

## Từ nguyên
Tính từ định danh prolixus trong tiếng Latinh có nghĩa là “kéo dài”, hàm ý đề cập đến thân hình loài cá này thon dài hơn so với đồng loại.

## Phân bố và môi trường sống
G. prolixus có phân bố rải rác trên vùng Ấn Độ Dương - Thái Bình Dương, bao gồm Comoros, đảo Rodrigues (thuộc Mauritius), quần đảo Chagos, Thái Lan, Việt Nam (nơi mẫu định danh được thu thập là hòn Một, vịnh Nha Trang), cụm đảo Pohnpei (Liên bang Micronesia), Tonga, đảo Rapa Iti và Tuamotu (Polynésie thuộc Pháp), sau đó dược ghi nhận thêm tại quần đảo Hanish (thuộc Yemen, Biển Đỏ) và Úc.
G. prolixus sống cộng sinh với san hô Acropora và Seriatopora, được tìm thấy ở độ sâu đến ít nhất là 21 m.

## Mô tả
Chiều dài lớn nhất được ghi nhận ở G. prolixus là 3,2 cm. G. prolixus (cá con và cá trưởng thành) màu lục xám, có 5 sọc dọc màu xanh lam trên đầu (sọc cuối ở gốc vây ngực).